# Head-crash

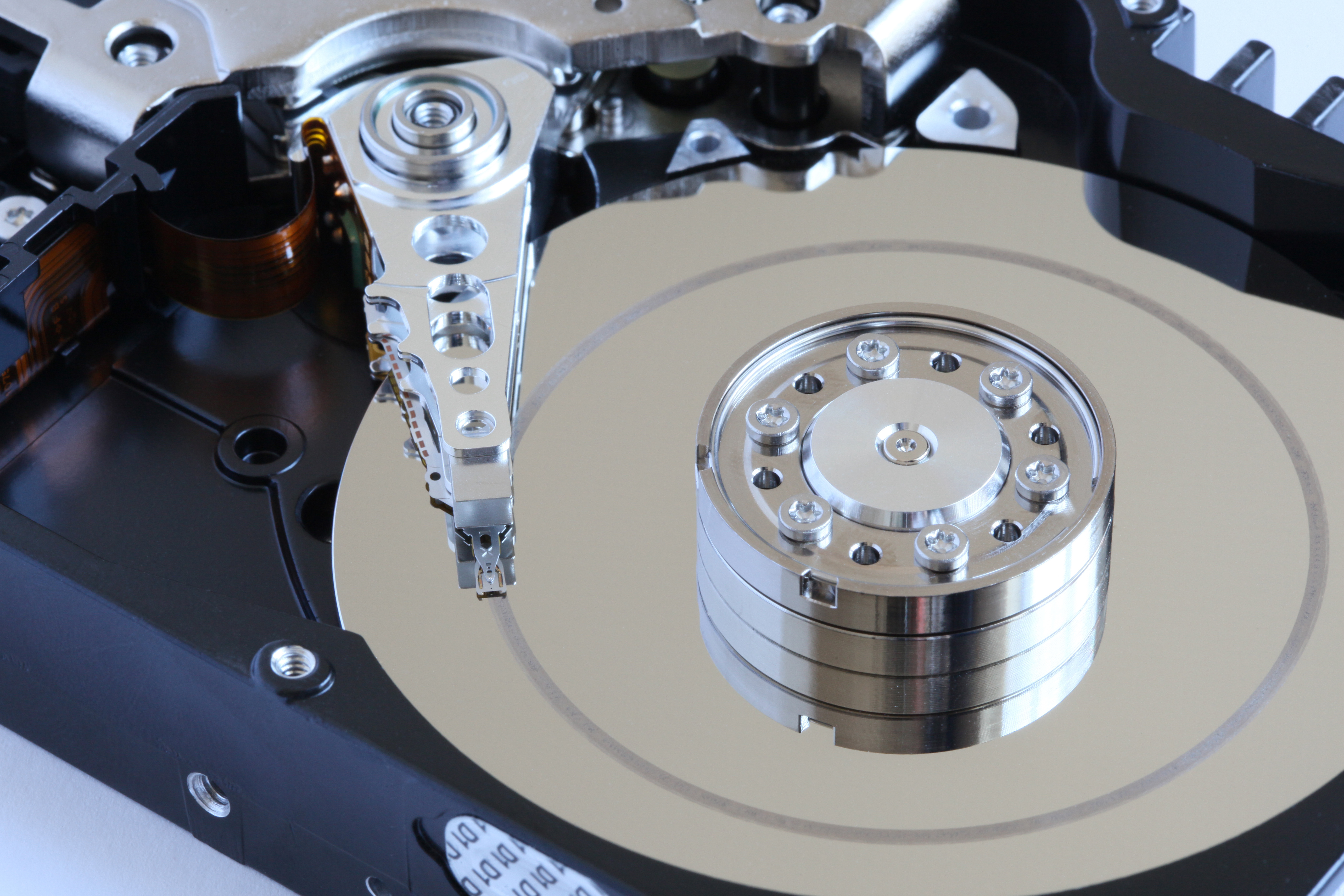
Disque dur victime d'un atterrissage.

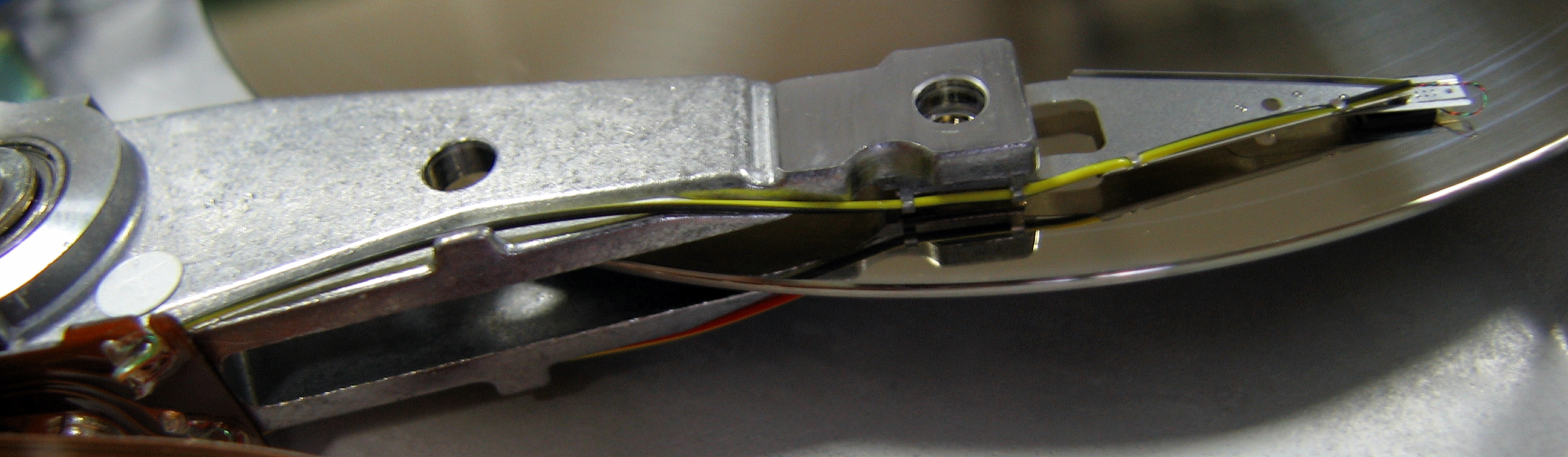
Disque dur victime d'un atterrissage.

Un atterrissage de tête, écrasement de tête, ou en anglais head crash, est une panne spécifique d'un disque dur se produisant lorsqu'une tête de lecture heurte un des plateaux et lui cause d'irrémédiables dommages.
Dans un disque dur, les têtes de lecture « flottent » au-dessus d'une fine pellicule d'air. Une minuscule particule ou saleté que les têtes de lecture rencontreraient pourrait les faire rebondir et détruire la fine couche de revêtement magnétique du plateau.
À haute vitesse, les dommages causés au revêtement magnétique peuvent s'étendre sur une grande surface et par conséquent causer des pertes de données assez importantes. De plus, lors d'un atterrissage, les têtes de lectures s'échauffent et peuvent rendre le lecteur inutilisable jusqu'à ce qu'il ait repris une température normale. À la suite d'un tel crash, les poussières arrachées au plateau sont un risque supplémentaire de réitérer un crash.
Pour diminuer les risques qu'un atterrissage se produise sur une piste utile, on fait procéder à un parcage de têtes.